# Louise Violet
Louise Violet és una pel·lícula francesa de drama històric de 2024 dirigida per Éric Besnard. Es va estrenar al Festival de Cinema Francès d'Helvècia el setembre de 2024. S'ha subtitulat al català.
Éric Besnard va obtenir el març de 2021 un import màxim de 67.500 euros, abonats pel Centre national du cinéma et de l'image animée, per desenvolupar el seu projecte, titulat inicialment L'École, amb el suport de Christophe Rossignon i Philip Boëffard per a l'empresa Nord-Ouest Films. La història explica la creació de l'escolarització universal l'any 1880.
A finals d'octubre de 2020, es va anunciar la ubicació del rodatge de la pel·lícula, llavors ja titulada Louise Violet, a Chalencon i havia de començar a finals de febrer de 2023.
El rodatge comença a finals de febrer de 2023 al Puèi de Sant Circ, al Puèi Domat, després al llogaret de Chalencon a l'Alt Loira. També va tenir lloc a una antiga granja de Tiranjas, a les muntanyes Cézallier i a Sant Pèire jos la Ròcha. El rodatge va finalitzar el 24 de juny de 2023 a Sant Andrieu e Chalencon.